# Andrea Lázaro García
Andrea Lázaro García (Spagna, 4 novembre 1994) è una tennista spagnola.

## Carriera
Andrea Lázaro García ha vinto 10 titoli in singolare e 8 titoli nel doppio nel circuito ITF in carriera. Il 23 maggio 2022, ha raggiunto il best ranking in singolare raggiungendo la 180ª posizione mondiale, mentre il 31 ottobre 2022 ha raggiunto la 162ª posizione in doppio.

## Statistiche ITF

### Singolare

#### Vittorie (10)
| Torneo $100.000 (0) |
| Torneo $80.000 (0)  |
| Torneo $75.000 (0)  |
| Torneo $60.000 (1)  |
| Torneo $50.000 (0)  |
| Torneo $40.000 (0)  |
| Torneo $25.000 (4)  |
| Torneo $15.000 (3)  |
| Torneo $10.000 (2)  |

| N.  | Data              | Torneo                                                       | Superficie  | Avversaria in finale   | Punteggio           |
| 1.  | 8 aprile 2012     | Torneo Internacional Ciutat de Torrent, Torrent              | Terra rossa | Giulia Gatto-Monticone | 6-0, 3-6, 4-1, rit. |
| 2.  | 21 luglio 2013    | Ciudad de Valladolid, Valladolid                             | Terra rossa | Camilla Rosatello      | 6-3, 3-6, 6-0       |
| 3.  | 9 settembre 2018  | Magic Tours, Monastir                                        | Cemento     | Caroline Romeo         | 7-6(4), 6-4         |
| 4.  | 16 settembre 2018 | Magic Tours, Monastir                                        | Cemento     | Victoria Muntean       | 6-0, 6-2            |
| 5.  | 13 ottobre 2019   | Torneo Internacional CT El Collao, Riba-roja de Túria        | Cemento     | Marie Benoît           | 7-6(4), 7-5         |
|     | 29 novembre 2020  | Open Gran Canaria Nosolotenis, Las Palmas de Gran Canaria    | Terra rossa | Maryna Zanevs'ka       | 7-5, 6-5, stop      |
| 6.  | 6 febbraio 2022   | World Tennis Tour Movistar LG, Manacor                       | Cemento     | Elsa Jacquemot         | 2-6, 7-6(2), 6-1    |
| 7.  | 28 gennaio 2024   | Antalya Series, Adalia                                       | Terra rossa | Andreea Prisăcariu     | 4-6, 6-3, 6-1       |
| 8.  | 28 aprile 2024    | ForteVillage ITF Trophy, Pula                                | Terra rossa | Lisa Pigato            | 7-6(4), 6-3         |
| 9.  | 28 luglio 2024    | Morocco Tennis Tour, Casablanca                              | Terra rossa | Carlota Martínez Círez | 7-6(2), 6-3         |
| 10. | 8 giugno 2025     | Internazionali Femminili di Tennis Città di Caserta, Caserta | Terra rossa | Alice Ramé             | 4-6, 6-3, 6-0       |

#### Sconfitte (7)
| Torneo $100.000 (1) |
| Torneo $80.000 (0)  |
| Torneo $75.000 (0)  |
| Torneo $60.000 (1)  |
| Torneo $50.000 (0)  |
| Torneo $40.000 (1)  |
| Torneo $25.000 (2)  |
| Torneo $15.000 (2)  |
| Torneo $10.000 (0)  |

| N. | Data             | Torneo                                         | Superficie  | Avversaria in finale   | Punteggio     |
| 1. | 18 giugno 2017   | Hammamet Open, Hammamet                        | Terra rossa | Seone Mendez           | 1–6, 6-3, 0-6 |
| 2. | 17 febbraio 2019 | Magic Tours, Monastir                          | Cemento     | Marta Lesniak          | 6-2, 0-6, 0-6 |
| 3. | 19 gennaio 2020  | Daytona Beach Open, Daytona Beach              | Terra verde | Marie Benoît           | 4-6, 0-6      |
| 4. | 8 maggio 2022    | Koper Open, Capodistria                        | Terra rossa | Kathinka von Deichmann | 6-3, 3-6, 2-6 |
| 5. | 5 maggio 2024    | ForteVillage ITF Trophy, Pula                  | Terra rossa | Jil Teichmann          | 3-6, 4-6      |
| 6. | 4 agosto 2024    | ITF World Tennis Tour Gran Canaria, Maspalomas | Terra rossa | Nuria Párrizas Díaz    | 4-6, 3-6      |
| 7. | 26 gennaio 2025  | La Marsa Women's Tennis Tour, La Marsa         | Cemento     | Linda Klimovičová      | 3-6, 2-6      |

### Doppio

#### Vittorie (8)
| Torneo $100.000 (0) |
| Torneo $80.000 (0)  |
| Torneo $75.000 (0)  |
| Torneo $60.000 (1)  |
| Torneo $50.000 (0)  |
| Torneo $40.000 (0)  |
| Torneo $25.000 (4)  |
| Torneo $15.000 (3)  |
| Torneo $10.000 (0)  |

| N. | Data              | Torneo                                                 | Superficie  | Compagna                  | Avversarie in finale               | Punteggio         |
| 1. | 1º luglio 2018    | Hammamet Open, Hammamet                                | Terra rossa | Irene Burillo Escorihuela | Fernanda Brito Melissa Morales     | 6-4, 6–4          |
| 2. | 8 settembre 2018  | Magic Tours, Monastir                                  | Cemento     | Paula Arias Manjón        | Chiraz Bechri Andrea Ka            | 6-1, 6-0          |
| 3. | 15 settembre 2018 | Magic Tours, Monastir                                  | Cemento     | Paula Arias Manjón        | Nadia Echeverría Alam Anna Popescu | 7-5, 6-0          |
| 4. | 7 settembre 2019  | Marbella Intecracy ITF Cup, Marbella                   | Terra rossa | Irene Burillo Escorihuela | Arantxa Rus Gabriella Taylor       | 6-2, 6-4          |
| 5. | 29 gennaio 2022   | World Tennis Tour Movistar LG, Manacor                 | Cemento     | Fernanda Contreras        | Tereza Mihalíková Linda Nosková    | 6-1, 6-4          |
| 6. | 4 febbraio 2022   | World Tennis Tour Movistar LG, Manacor                 | Cemento     | Fernanda Contreras        | Tereza Mihalíková Linda Nosková    | 6-1, 3-6, [10-6]  |
| 7. | 1º luglio 2022    | Open International Féminin de Montpellier, Montpellier | Terra rossa | Andrea Gámiz              | Estelle Cascino Irina Chromačëva   | 6-4, 2-6, [13-11] |
| 8. | 14 ottobre 2022   | Open Féminin 50, Cherbourg-en-Cotentin                 | Cemento (i) | Irene Burillo Escorihuela | Ankita Raina Rosalie van der Hoek  | 6-3, 6-4          |

#### Sconfitte (7)
| Torneo $100.000 (1) |
| Torneo $80.000 (0)  |
| Torneo $75.000 (0)  |
| Torneo $60.000 (1)  |
| Torneo $50.000 (0)  |
| Torneo $40.000 (0)  |
| Torneo $25.000 (3)  |
| Torneo $15.000 (2)  |
| Torneo $10.000 (0)  |

| N. | Data             | Torneo                                           | Superficie  | Compagna                  | Avversarie in finale                 | Punteggio              |
| 1. | 16 febbraio 2019 | Magic Tours, Monastir                            | Cemento     | Despina Papamichail       | Miriam Bulgaru Cristina Ene          | 3–6, 6(5)-7            |
| 2. | 23 febbraio 2019 | Magic Tours, Monastir                            | Cemento     | Despina Papamichail       | Arianne Hartono Eva Vedder           | 4-6, 6-3, [7-10]       |
| 3. | 31 agosto 2019   | Vienna Open, Vienna                              | Terra rossa | Irene Burillo Escorihuela | Vivian Heisen Katharina Hobgarski    | 6(4)-7, 4-6            |
| 4. | 25 gennaio 2020  | Vero Beach International Tennis Open, Vero Beach | Terra verde | Irene Burillo Escorihuela | Hsu Chieh-yu Panna Udvardy           | 5–7, 6–4, [7–10]       |
| 5. | 1º ottobre 2022  | Lisboa Belém Open, Lisbona                       | Terra rossa | Irene Burillo Escorihuela | Francisca Jorge Matilde Jorge        | 2-6, 2-6               |
| 6. | 22 ottobre 2022  | GB Pro-Series Glasgow, Glasgow                   | Cemento (i) | Irene Burillo Escorihuela | Freya Christie Ali Collins           | 4-6, 1-6               |
| 7. | 19 aprile 2025   | Open Villa de Madrid, Madrid                     | Terra rossa | Marina Bassols Ribera     | Nicole Fossa Huergo Jibek Kulambaeva | 6(7)-7, 7-6(4), [7-10] |